# 65 Pułk Strzelców Krajowych
65 Pułk Strzelców Krajowych (niem. Landesschützen-Regiment 65, LSR 65) - jeden z niemieckich pułków strzelców krajowych okresu III Rzeszy.
Został sformowany 7 października 1940 w Münster w VI Okręgu Wojskowym. Użyty we Francji, zimę 1940/1941 spędził w Pontivy na terenie Bretanii. Od 14 października 1941 sztab mieścił się w Viroflay pod Paryżem i podlegał Militärverwaltungsbezirk A.
30 grudnia 1941 sztab pułku został przeniesiony do Radomia w Generalnym Gubernatorstwie i podlegał Oberfeldkommandantur 372.
Ostatnim miejscem stacjonowania pułku był Górny Śląsk. Za uzupełnienia kadrowe pułku odpowiadał 6 Zapasowy Batalion Strzelców Krajowych (Landesschützen-Ersatz-Bataillon 6).